# I'm your puppet
I’m your puppet is een lied geschreven door Dan Penn en Spooner Oldham.

## Versies
Penn bracht het nummer in november 1965 als single uit op MGM Records onder leiding van Rick Hall. Hall was de baas van de Fame Recordings Studios in Muscle Shoals, Alabama. B-kant was destijds Is a blue bird blue, ook van Penn.
In september 1966 brachten James & Bobby Purify het uit op single en elpee. De single kwam op/van hun album James & Bobby Purify. Het duo begon in 1965 samen te zingen en werden door muziekproducent Don Schroeder bij Bell Records ondergebracht. Dit was hun eerste single aldaar. Op een van de Britse persingen verscheen de naam Greene als coschrijver, maar dat bleek onjuist.
Daarna verschenen nog tal van artiesten met dit nummer. De bekendsten daaronder zijn Dionne Warwick (1969) met vlak daarna Marvin Gaye en Tammi Terrell en in 2011 nog Cliff Richard en Percy Sledge.

## Hitnoteringen
Het plaatje van de gebroeders Purify haalde in 1966 al de zesde plaats in de Billboard Hot 100. Het lijkt erop dat het plaatje toen alleen maar in de Verenigde Staten is uitgebracht. Tien jaar later was Europa aan de beurt en het werd hier ook een (bescheiden) hit. Er was toen wel sprake van een andere “Bobby”. In Engeland haalde het in tien weken de twaalfde plaats.

### Nederlandse Top 40
| Positie: | 31 | 23 | 16 | 15 | 25 | 33 | 40 | uit |

### NederlandseDaverende 30
| Positie: | 21 | 17 | 18 | 14 | 17 | 29 | uit |

### BelgischeBRT Top 30
| Positie: | 23 | 20 | 24 | 30 | uit |

### VlaamseUltratop 30
| Positie: | 30 | 25 | 27 | 30 | uit |

### NPO Radio 2 Top 2000
I'm Your Puppet stond alleen in 1999 in de NPO Radio 2 Top 2000, op plek 1973.